# Poręcze symetryczne

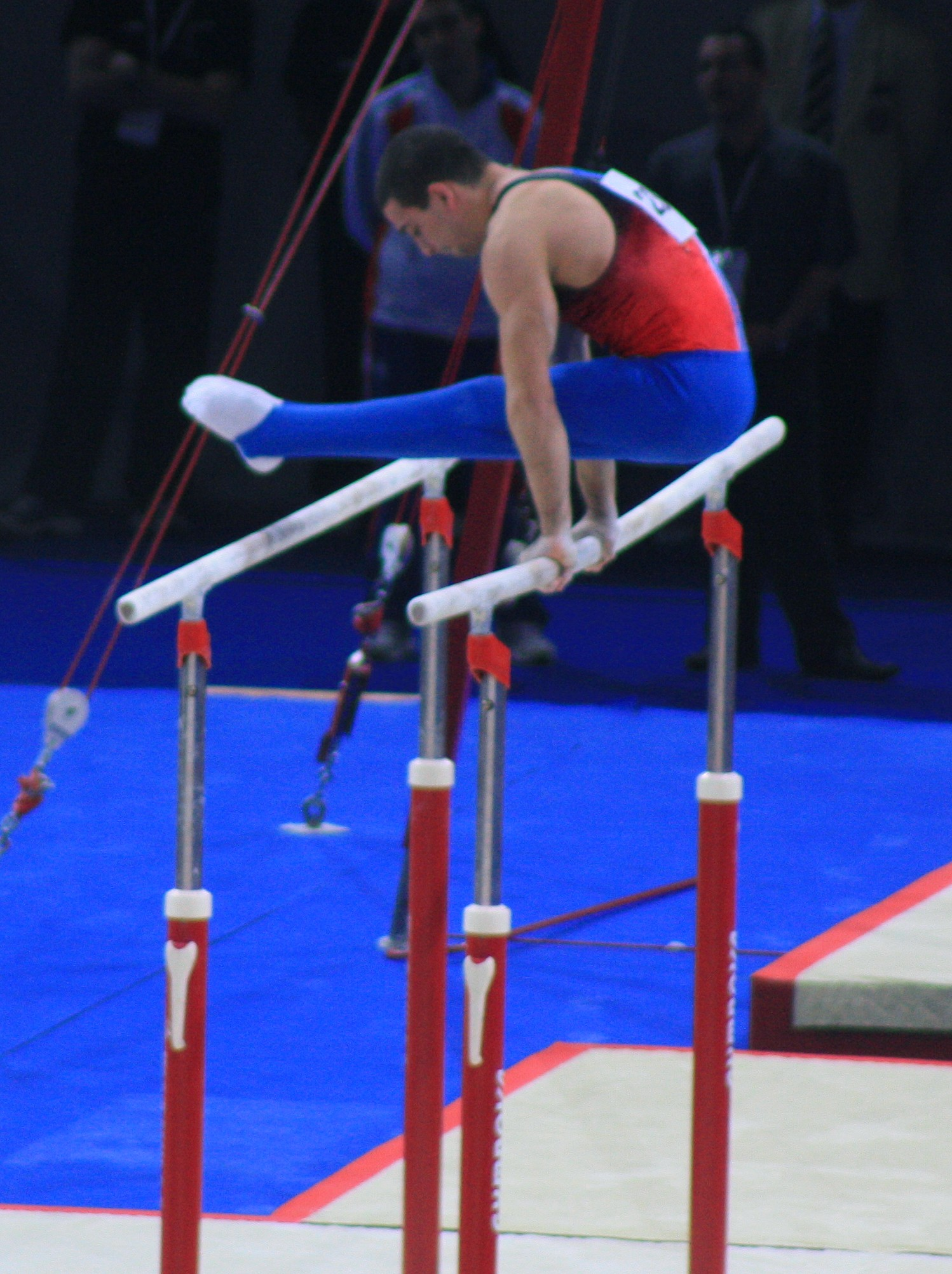
Zawodnik podczas ćwiczeń na poręczach symetrycznych

Poręcze symetryczne – przyrząd gimnastyczny o wysokości 195 cm, składający się z dwóch równoległych żerdzi, na których gimnastycy wykonują ćwiczenia zamachowe i siłowe.
Za twórcę urządzenia jest uznawany niemiecki pedagog Friedrich Ludwig Jahn (1778–1852).